# IC 1799
IC 1799 — галактика типу S? (спіральна галактика) у сузір'ї Андромеда.
Цей об'єкт міститься в оригінальній редакції індексного каталогу.